# Viscount Harcourt

Wappen der Viscounts Harcourt

Viscount Harcourt, of Stanton Harcourt in the County of Oxford, war ein erblicher britischer Adelstitel, der je einmal in der Peerage of Great Britain und in der Peerage of the United Kingdom verliehen wurde.

## Verleihungen
Der Titel wurde erstmals am 11. September 1721 in der Peerage of Great Britain für den ehemaligen Lordkanzler Simon Harcourt, 1. Baron Harcourt geschaffen. Diesem war bereits am 3. September 1711 der fortan nachgeordnete Titel Baron Harcourt, of Stanton Harcourt in the County of Oxford, verliehen worden. Sein Enkel, der 2. Viscount, wurde am 1. Dezember 1749 auch zum Earl Harcourt und Viscount Nuneham erhoben. Alle vier Titel gehörten zur Peerage of Great Britain und erloschen beim Tod von dessen jüngerem Sohn, dem 3. Earl, am 17. Juni 1830.
In zweiter Verleihung wurde der Titel am 3. Januar 1917 in der Peerage of the United Kingdom für den Politiker Lewis Harcourt neu geschaffen, zusammen mit dem nachgeordneten Titel Baron Nuneham, of Nuneham Courtenay in the County of Oxford. Beide Titel erloschen beim Tod von dessen einzigem Sohn, dem 2. Viscount, am 3. Januar 1979.

## Liste der Viscounts Harcourt

### Viscounts Harcourt, erster Verleihung (1721)
- Simon Harcourt, 1. Viscount Harcourt (1661–1727)
- Simon Harcourt, 1. Earl Harcourt, 2. Viscount Harcourt (1714–1777)
- George Harcourt, 2. Earl Harcourt, 3. Viscount Harcourt (1736–1809)
- William Harcourt, 3. Earl Harcourt, 4. Viscount Harcourt (1743–1830)

### Viscounts Harcourt, zweiter Verleihung (1917)
- Lewis Harcourt, 1. Viscount Harcourt (1863–1922)
- William Harcourt, 2. Viscount Harcourt (1908–1979)